# Paweł Pogorzelski
Paweł Pogorzelski (Włocławek, 30 luglio 1979) è un direttore della fotografia polacco naturalizzato canadese, noto per le sue collaborazioni col regista Ari Aster.

## Biografia
Nato a Włocławek il 30 luglio 1979 la sua famiglia si trasferisce a Montréal quando lui ha due anni. Da sempre attratto dal mondo del cinema, si laurea nel 2004 in media e comunicazione all'Università Concordia. Comincia a lavorare come tecnico delle luci in produzioni canadesi, prima di iscriversi all'AFI Conservatory, scuola di cinema dell'American Film Institute, cercando «il regista giusto con cui collaborare». Lo troverà in un altro studente del suo corso, Ari Aster, di cui dirigerà la fotografia di tutti i film a partire dal primo cortometraggio, The Strange Thing About the Johnsons (2011). All'AFI, Pogorzelski fa un tirocinio sotto la guida di Rodrigo Prieto.
Per l'horror di Aster Midsommar - Il villaggio dei dannati (2019), Pogorzelski si è ispirato all'estetica dei film di Michael Powell ed Emeric Pressburger e ha girato con una Panavision Millennium DXL2, ricevendo una candidatura agli Independent Spirit Award.

## Filmografia parziale

### Cortometraggi
- The Strange Thing About the Johnsons, regia di Ari Aster (2011)
- TDF Really Works, regia di Ari Aster (2011)
- Beau, regia di Ari Aster (2011)
- Munchausen, regia di Ari Aster (2013)
- Basically, regia di Ari Aster (2014)
- The Turtle's Head, regia di Ari Aster (2014)
- C'est la vie, regia di Ari Aster (2016)

### Lungometraggi
- Tra dieci anni ti sposo (The 10 Year Plan), regia di JC Calciano (2014)
- Tragedy Girls, regia di Tyler MacIntyre (2017)
- Hereditary - Le radici del male  (Hereditary), regia di Ari Aster (2018)
- Midsommar - Il villaggio dei dannati (Midsommar), regia di Ari Aster (2019)
- Io sono nessuno (Nobody), regia di Il'ja Najšuller (2021)
- False Positive, regia di John Lee (2021)
- Mona Lisa and the Blood Moon, regia di Ana Lily Amirpour (2021)
- Fresh, regia di Mimi Cave (2022)
- Beau ha paura (Beau Is Afraid), regia di Ari Aster (2023)
- Blue Beetle, regia di Ángel Manuel Soto (2023)
- Holland, regia di Mimi Cave (2025)
- The Woman in the Yard, regia di Jaume Collet-Serra (2025)

## Riconoscimenti
- Independent Spirit Awards
  - 2020 - Candidatura alla migliore fotografia per Midsommar - Il villaggio dei dannati